# Шадчин Олександр Володимирович
Олександр Володимирович Ша́дчин (нар. 16 квітня 1969, Кременчук Полтавської області УРСР) — радянський і український волейболіст, гравець збірних СРСР, СНД (1989—1992) та України (1993—2001). Чемпіон Європи 1991, володар Кубка світу 1991, чемпіон СНД 1992. Центральний блокуючий. Майстер спорту СРСР міжнародного класу (1991). Зріст 203 см.

## Біографія
Олександр Володимирович Шадчин почав займатися волейболом у 1980 році в Кременчуці. Перший тренер — Станіслав Шаляпін. Також тренувався в Полтаві у відомого тренера Владислава Агасьянца. У складі збірної Полтавської області в 1984 році став переможцем Спартакіади школярів Української РСР, яку тренував Владислав Агасьянц. Після цього Олександр Шадчин перейшов до донецького «Шахтаря», за який виступав у 1984—1992 роках. У його складі він став срібним призером чемпіонату СРСР 1991 та чемпіоном СНД 1992 року.
З 1992 року Олександр Шадчин грав у клубах Європи та Південної Америки: 1992—1993 — «Паніні» (Модена, Італія), 1993—1995 — «Скіо» (Італія), 1995—1996 — «Сіслей» (Тревізо, Італія), 1996—1997 — «Олімпікус» (Кампінас, Бразилія), 1997—1999 — «П'яджо» (Рим, Італія), 1999—2000 — АЕК (Афіни, Греція), 2000—2001 — «Падова» (Падуя, Італія), 2001—2002 — «Фальконара» (Італія), 2002—2003 — «Асистел» (Мілан, Італія), 2003—2004 — «Верона» (Італія), 2004—2005 — «Фрідріхсгафен» (Німеччина), 2005—2006 — «Форлі» (Італія). Олександр Шадчин ставав чемпіоном Італії (1996) та чемпіоном Німеччини (2005).
Переможець (1989) і бронзовий призер (1987) чемпіонату світу серед молодіжних команд. Чемпіон Європи серед молодіжних команд (1988).
У збірних СРСР і СНД в офіційних змаганнях виступав у 1989—1992 роках. В їхніх складах: бронзовий призер чемпіонату світу 1990, переможець (1991) і бронзовий призер (1989) розіграшів Кубка світу, чемпіон Європи 1991, бронзовий призер Світової ліги 1991, учасник Олімпійських ігор 1992, розіграшів Світової ліги 1990 і 1992 років.
В 1993—2001 Олександр Шадчин виступав за національну збірну України (з 1995 — її капітан). В її складі брав участь у фінальних турнірах чемпіонату світу 1998 і чемпіонатів Європи 1993, 1995 і 1997 років.
Нині Олександр Шадчин проживає в Модені (Італія).